# 샌프란시스코 영화 비평가 협회
샌프란시스코 영화 비평가 협회(영어: San Francisco Film Critics Circle, SFFCC)는 2002년 설립 된 미국 캘리포니아주 샌프란시스코의 영화 평론가 조직이다.